# Greta Adami
Greta Adami (Viareggio, Provincia de Lucca, 30 de julio de 1992) es una futbolista italiana que juega como centrocampista en el A. C. Milan de la Serie A de Italia. Ha sido internacional con la selección de Italia.

## Carrera
Adami ha sido seleccionada para la selección italiana de fútbol, jugando con el equipo durante la clasificación de UEFA para la Copa Mundial Femenina de Fútbol de 2019.